# 中ノ口川

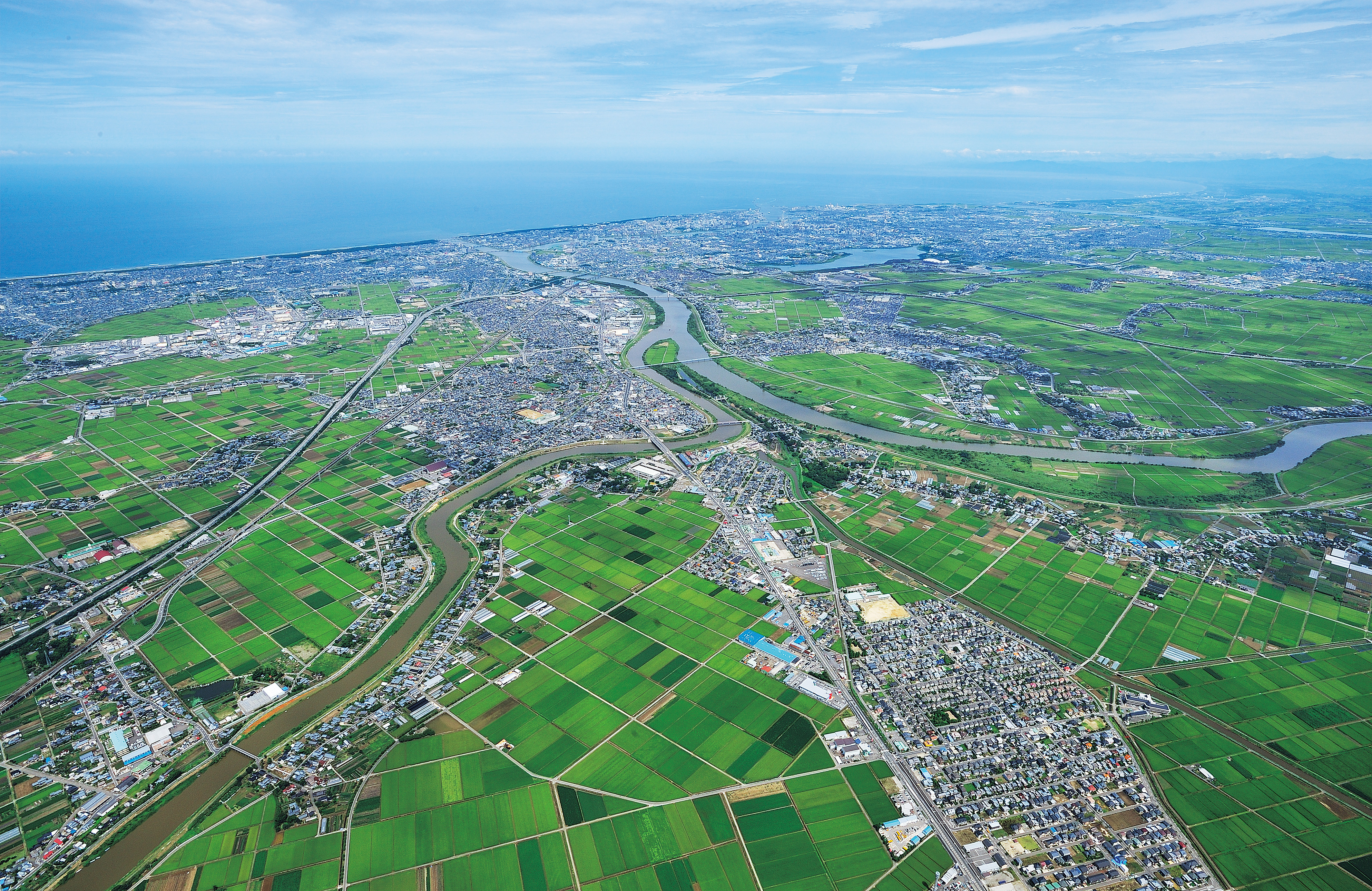
信濃川（右）との合流部

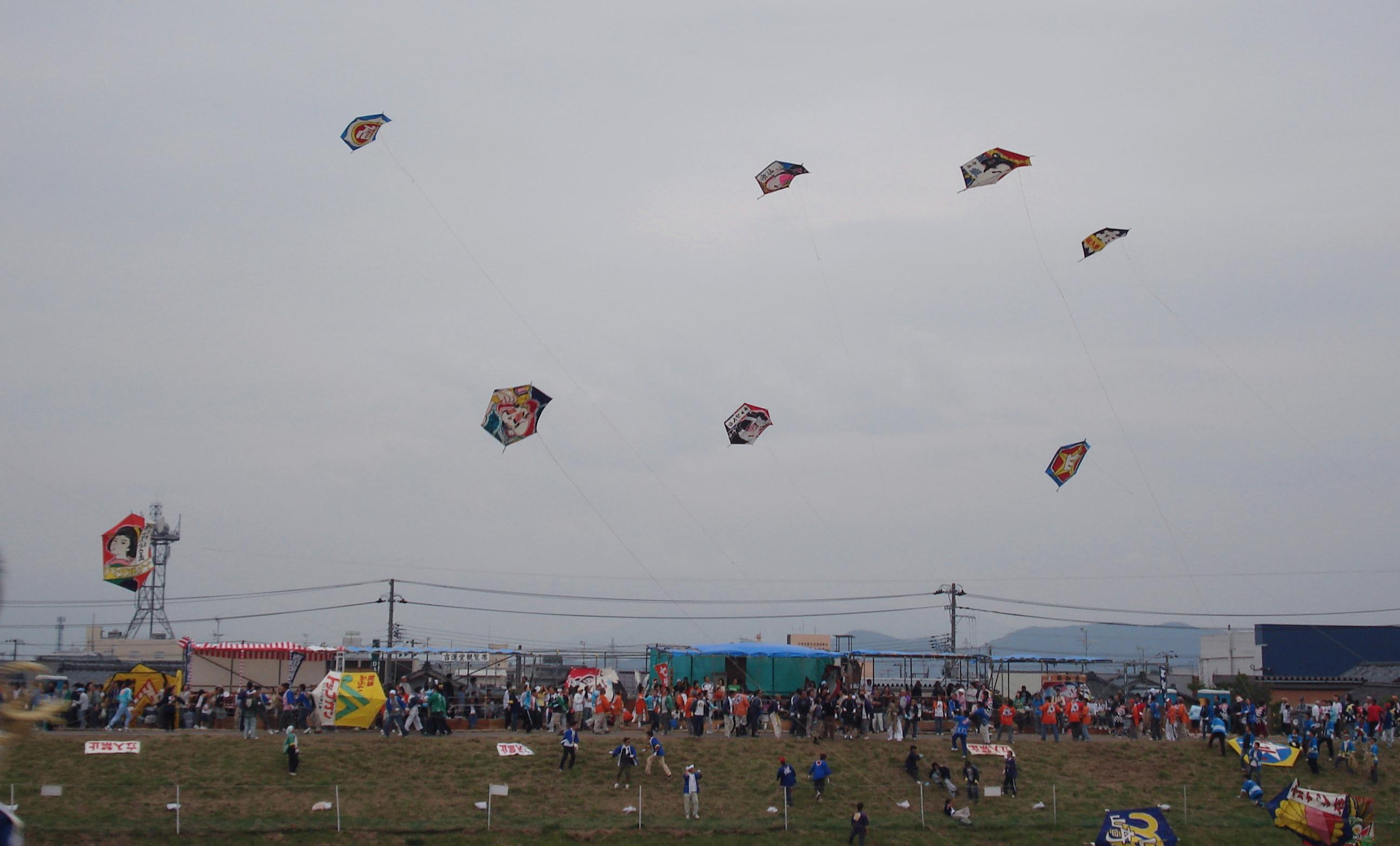
中ノ口川を境に繰り広げられる白根大凧合戦

中ノ口川（なかのくちがわ）は、新潟県を流れる一級河川。信濃川水系の分流であり、三条市尾崎で信濃川から分流し、新潟市西区善久で信濃川に合流する。中之口川と表記されることもあるが河川法上の表記は中ノ口川である。
直江兼続が河道を整備したという伝説が残っている。 それによると、中ノ口川は直江兼続が信濃川の自然流路を改修し治水工事を行い、かつて直江川（なおえがわ）とも呼ばれていたと伝えられている。

## 歴史

### 舟運
江戸時代より信濃川とともに舟運が発達し、沿川の燕、白根、大野などは河岸場町として賑わった。明治期に入ると川蒸気船が運行されたが、大正期の大河津分水路の開通により水位が低下して航行不能となり、これに代わる形で中ノ口電気鉄道（のちの新潟交通電車線）が川に並行して作られた。

## 橋梁
下流より記載

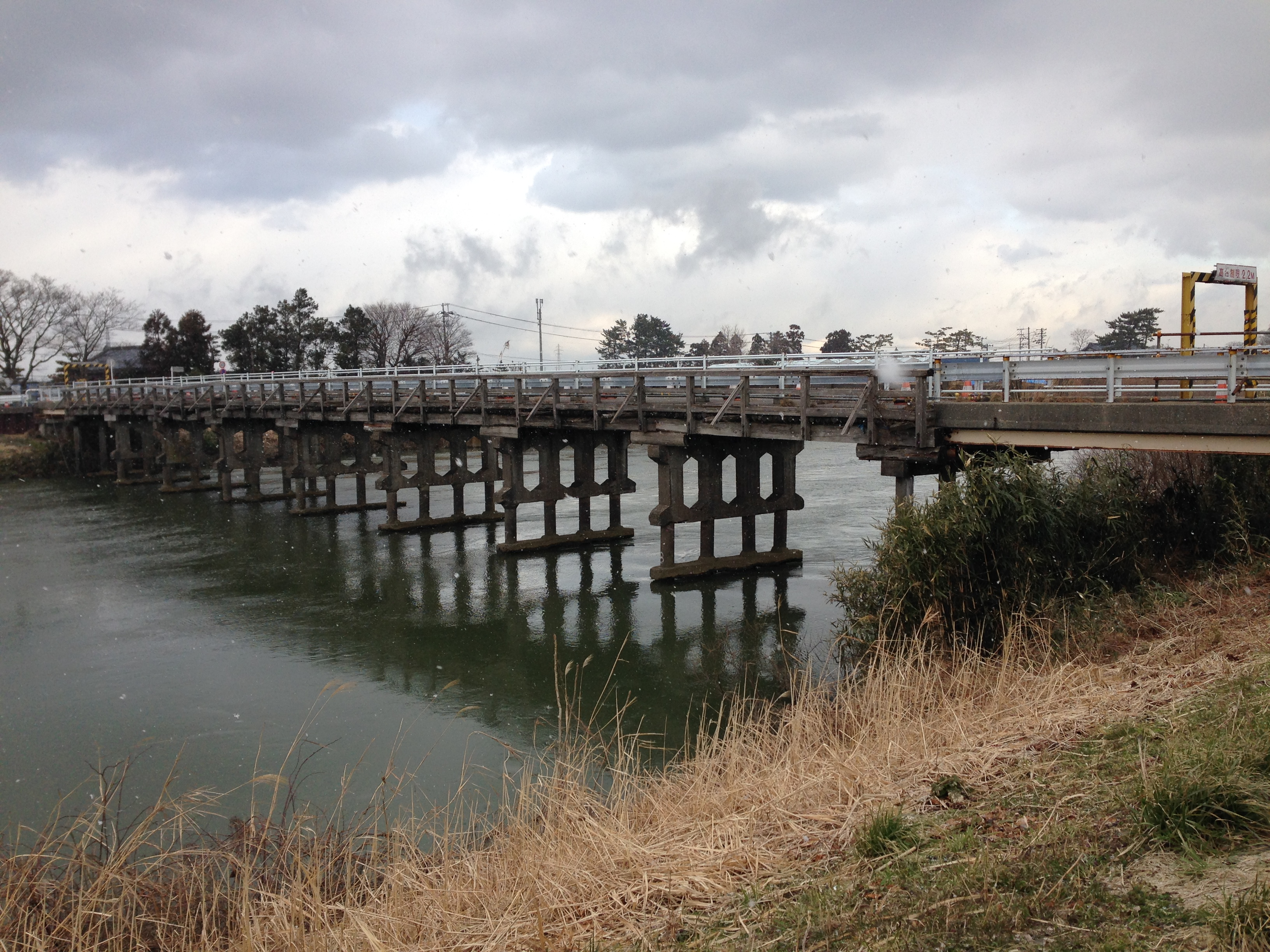
塩俵橋（2015年撮影）

- 信濃川大橋（しなのがわおおはし） - 新潟県道2号新潟寺泊線
- 大野橋（おおのばし） - 新潟県道141号白根黒埼線
- 大野大橋（おおのおおはし） - 国道8号
- 塩俵橋（しおだわらばし） - 架替事業中
- 松橋橋（まつはしばし）
- 中ノ口川大橋（なかのくちがわおおはし）[6]（2021年〈令和3年〉2月15日開通[7]） - 新潟県道46号新潟中央環状線
- 根岸橋（ねぎしばし）
- 高井橋（たかいばし）
- 味方歩道橋（あじかたほどうきょう）（味方58号橋[8]）  - 自転車歩行者道橋。旧味方橋の橋脚を活用して整備された。
- 味方橋（あじかたばし） - 新潟県道66号白根西川巻線
- 白根橋（しろねばし）
- 凧見橋（たこみばし） - 白根大凧合戦の見物用に架けられた歩行者専用橋
- 富月橋（ふげつばし） - 国道460号
- 四ツ合橋（よつごうばし）
- 萱場橋（かやばばし）
- 月潟橋（つきがたばし） - 新潟県道127号新津茨曽根燕線
- 針ヶ曽根橋（はりがそねばし）（針ヶ曽根頭首工[8]）
- 両郡橋（りょうぐんばし） - 新潟県道9号長岡栃尾巻線
- 児ノ木橋（ちごのきばし）
- 新飯田橋（にいだばし） - 新潟県道153号燕白根線・新潟県道325号黒埼新飯田線
- 佐渡橋（さわたりばし）
- 中ノ口川橋梁（上越新幹線）
- 中之口川橋[注釈 1][9]（なかのくちがわばし） - 北陸自動車道
- 六ヶ江橋（ろくがえばし）
- 朝日大橋（あさひおおはし） - 国道289号（燕北バイパス）
- 中ノ口川橋梁（弥彦線）
- 中央橋（ちゅうおうばし）
- 燕橋（つばめばし）  - 国道289号
- 水管橋[10]
- 県央大橋（けんおうおおはし） - 新潟県道68号燕分水線
- 八王寺橋（はちおうじばし） - 新潟県道260号三条八王寺線
- 水管橋[10]
- 中ノ口水門橋[10]

## 河川施設

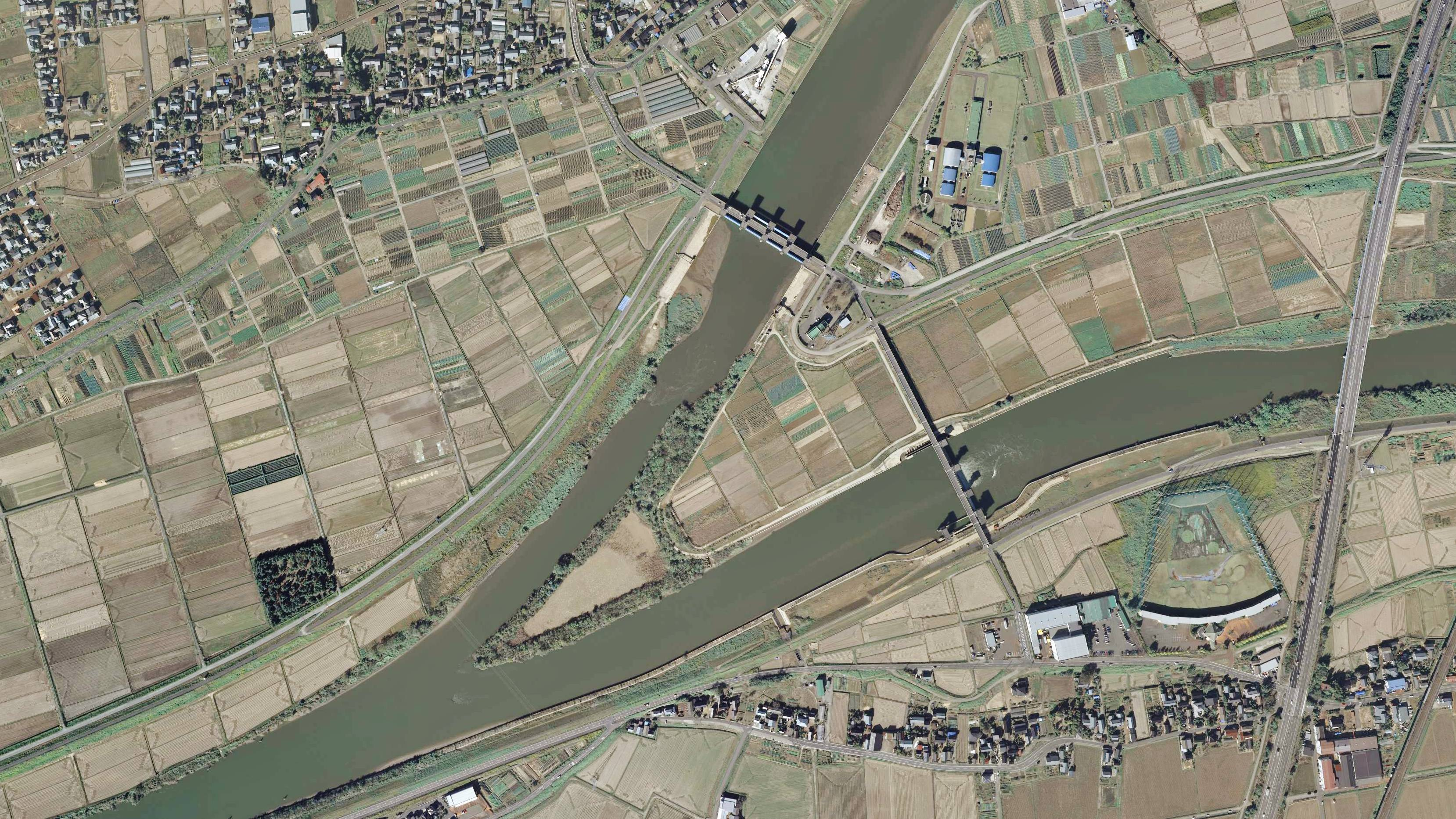
信濃川・中ノ口川分流点。上は中ノ口川水門、下は蒲原大堰（2011年、国土地理院撮影）。

- 中ノ口川水門